# Борт Віталій Петрович
Борт Віталій Петрович (1 вересня 1972, Донецьк, УРСР) — український підприємець та політик. Колишній член забороненої в Україні проросійської партії ОПЗЖ. Народний депутат України V, VI, VII та IX скликань.

## Життєпис
Народився 1 вересня 1972 в Донецьку.

### Освіта
Донецький політехнічний інститут, Горлівська філія, факультет «Будівництво автомобільних шляхів та мостів» (1989—1994), інженер-будівельник.

### Трудова діяльність
- 1995—2000 — торговельний агент ТОВ «Донецькелектроторг».

- 2001 — грудень 2004 — не працював.

- Січень — червень 2005 — менеджер, листопад 2005 — квітень 2006 — комерційний директор ТОВ Торговельно-маркетинговий дім «Ясинуватський машинобудівний завод».

### Підприємницька діяльність
- «ЕлітТрансСервіс» — фірма покупець приміщення «Надр України», розташована за адресою Київ, вулиця Лєскова 5/А оф.102 — на повірку там виявився лише будинок В'єтнамського посольства на вул Лєскова 5
- «Ярд-Шиппінг» — де-факто власник приміщення «Надр України»[4][5] яка завдяки певним «судово-процесуальним» упереджуючим крокам[6] залишила за собою приміщення м. Київ, вул. Володимирська, 34/9 (літера Б)
- «Недра Геоцентр»
- «Металл Трейд 2000» — розробка газо-конденсатних родовищ на Берестовському і Боханівському майданчиках «Чернігівнафтогазгеології» — дочірнього дочірнього підприємства компанії «Надра України». Передача родовищ відбувалася на безтендерній основі з заявкою великих інвестиційних сум, які так й не були вкладені, а видобуток проводиться зусиллями державної компанії, прибуток же йде на користь комерційної структури (як виявилося — тепер власника ліценції/дозволу).

15 лютого 2013 р. на III звітно-виборчій Конференції Дитячо-юнацької футбольної ліги України новим президентом ДЮФЛ було обрано Борта.

## Політична діяльність
Народний депутат України 5-го скликання з квітня 2006 до листопада 2007 від Партії регіонів, № 105 в списку. На час виборів: комерційний директор ТОВ "Торговельно-маркетинговий дім «Ясинуватський машинобудівний завод». Голова підкомітету з питань автомобільних доріг та дорожнього господарства Комітету з питань транспорту і зв'язку (з липня 2006), член фракції Партії регіонів (з травня 2006). В парламентській роботі він не відзначався — оскільки за всі пленарні засідання не було зареєстровано жодного його законопроєкту.
Народний депутат України 6-го скликання з листопада 2007 до грудня 2012 від Партії регіонів, № 168 в списку. На час виборів: народний депутат України, член ПР. Член фракції Партії регіонів (з листопада 2007), член Комітету з питань аграрної політики та земельних відносин (з грудня 2007). Будучи обраним Народним депутатом України 6-го скликання. Під час цієї каденції Борт не вирізнявся активною парламентською діяльністю Відмітився лоббістським законом «законопроєкт № 8005, яким передбачається внесення змін до Українського класифікатора товарів зовнішньоекономічної діяльності та відміну податку на додану вартість для експорту паливних гранул та брикетів».
Народний депутат України 7-го скликання з грудня 2012 до листопада 2014, виборчий округ № 56, Донецька область, від Партії регіонів. «За» 71,08 %, 6 суперників. На час виборів: народний депутат України, член Партії регіонів. Член фракції Партії регіонів (з грудня 2012), голова підкомітету з питань трубопровідного транспорту Комітету з питань транспорту і зв'язку (з грудня 2012).
Кандидат у народні депутати від партії ОПЗЖ на виборах 2019 року, № 28 у списку. Заступник директора з економіки ТОВ «ДС ПРОМ ГРУП».

## Розслідування
За даними «Української правди» Борт, будучи офіційно безробітним та торговим агентом, став співвласником кількох бізнес-структур, пов'язаних із державною корпорацією «Надра України». За даними журналістів, Борт мав зв'язки з тодішнім міністром охорони навколишнього природного середовища Василем Джарти, якому підпорядковувався концерн «Надра України». 2006 року Борт був причетний до привласнення приміщення компанії «Надра України».
У квітні і у липні 2023 року виїжджав за кордон у триденні відрядження, але обидва рази затримувався на місяць. У цей час вже діяла заборона на виїзд посадовців під час воєнного стану без належних підстав.
Станом на 4 грудня 2023 року від початку повномасштабного вторгнення Віталій Борт 8 разів виїжджав за кордон і провів там 207 днів. Це стало причиною відкриття справи з боку ДБР щодо можливої службової підробки документів для виїзду за кордон.

## Статки
За 2019 рік задекларував готівки на 119 млн грн

## Родина
- дружина Ольга Анатоліївна (1973) — домогосподарка
- дочка Яна (1996)
- брат Олександр; дружина Анастасія — активна прихильниця "ДНР".

## Нагороди
- Орден «За заслуги» III ст. (24 серпня 2012) — за значний особистий внесок у соціально-економічний, науково-технічний, культурно-освітній розвиток Української держави, вагомі трудові здобутки, багаторічну сумлінну працю та з нагоди 21-ї річниці незалежності України[15]